# Henri Masson (espérantiste)
Pour les articles homonymes, voir Henri Masson et Masson.
 (septembre 2018).
Henri Masson (né le 5 février 1943 à Moutiers-les-Mauxfaits, France) est un espérantiste français. Il apprend l'espéranto en 1970 et s'engage dans SAT-Amikaro. Il en devient le secrétaire général jusqu'en janvier 2008. Également président de l'association départementale Vendée-Espéranto, il est très actif dans le domaine de l'information à propos de l'espéranto.

## Biographie
Henri Masson apprend l'existence de l'espéranto pendant sa jeunesse, en feuilletant le catalogue de l'entreprise Manufrance qui était fourni en plusieurs langues, dont l'espéranto.
À peine âgé de 18 ans, il choisit de s'engager dans l'armée pendant 3 ans. Devenant parachutiste, il est envoyé en Algérie une semaine avant la fin de la guerre et reste quelques mois sur place. Considérant qu'une carrière militaire ne lui conviendrait pas, il devient ensuite employé aux chemins de fer et pacifiste convaincu.
En 1970, il apprend l'espéranto, puis devient rapidement membre de SAT-Amikaro dont il participe au congrès de Narbonne en 1972.

### Service informations
En 1973, à l'occasion du congrès de SAT-Amikaro à Lausanne, il hérite de façon inattendue du rôle d'interlocuteur au service propagande, alors sous la responsabilité de Remo Magnani. Assez rapidement, il conduit d'importants changements dans la publicité en français de SAT-Amikaro. Déjà en mars 1975, il plaide pour le remplacement du mot « propagande » par « information », ce qui se concrétise 3 ans plus tard, en 1978, dans les colonnes du magazine SAT-Amikaro.

### Secrétaire de SAT-Amikaro
En 1979, il devient secrétaire de SAT-Amikaro à la place de Simone Glodeau, ce qui renforce le service information. Il initie en 1988 l'ajout aux prospectus déjà existants, des fiches sur divers aspects plus ou moins spécialisés du mouvement espérantiste. Le 1er juin 1988, il est l'un des trois invités d'une émission d'une heure sur l'espéranto à France Inter. Cette émission a occasionné l'envoi de plus de 5000 demandes d'informations. Le service information de SAT-Amikaro a fourni les réponses, et l'amplitude des réactions était telle que cela a incité les interlocuteurs de la station de radio à organiser un cours d'espéranto d'un quart d'heure tous les matins durant 5 semaines, entre le 1er août 1988 et le 3 septembre 1988.

### Conseiller général de SAT
En plus de ses activités au sein de SAT-Amikaro, Henri Masson était un membre actif de SAT, entre autres en fournissant régulièrement des informations pour la fraction pacifiste. Il était également régulièrement membre de la commission de propositions et conseiller général. À ce poste, il s'efforce de faire profiter les autres LEA liées à SAT de la force organisatrice de SAT-Amikaro. Dans les années 80, plusieurs magazines de ces associations utilisent régulièrement le matériel qu'il a récupéré dans le magazine « SAT-Amikaro » et son supplément. En 1985, il écrit le premier ajout de la brochure d'informations Qu'est-ce que SAT ?

## Œuvres

### En français
- Du rêve à la réalité : l'espéranto, Laroque-Timbaut : La Juna Penso, troisième édition en 1977.
- Esperanto or English ?, Laroque-Timbaut : La Juna Penso, 1980.
- Linguistique et non-violence, Laroque-Timbaut : La Juna penso, 1978. 11 p.
- L'homme qui a défié Babel, biographie de Ludwik Lejzer Zamenhof, écrit avec René Centassi (eo), Ramsay 1995 (deuxième édition: L'Harmattan 2001)

### En espéranto
- Tabakismo kaj Emancipiĝo (Tabagisme et émancipation), Laroque-Timbaut : La Juna Penso, 1976. 36 p.
- Kio estas SAT? (Qu'est-ce que SAT), 1985
- La homo kiu defiis Babelon (L'homme qui a défié Babel), traduit par Georges Lagrange et Philippe Combot, L'Harmattan 2001. Traduit et édité en coréen et espagnol (2005), lituanien (2006), tchèque (2007).

### Traductions
- Paco en Proksima Oriento (depuis "La Paix au Moyen-Orient", de Aharon Cohen, Cahier de l'Amitié Judéo-Arabe), Laroque-Timbaut : La Juna Penso, 1974. 22 p.